# Italiens Grand Prix 2001
Italiens Grand Prix 2001 var det femtonde av 17 lopp ingående i formel 1-VM 2001.

## Resultat
1. Juan Pablo Montoya, Williams-BMW, 10 poäng
2. Rubens Barrichello, Ferrari, 6
3. Ralf Schumacher, Williams-BMW, 4
4. Michael Schumacher, Ferrari, 3
5. Pedro de la Rosa, Jaguar-Cosworth, 2
6. Jacques Villeneuve, BAR-Honda, 1
7. Kimi Räikkönen, Sauber-Petronas
8. Jean Alesi, Jordan-Honda
9. Olivier Panis, BAR-Honda
10. Giancarlo Fisichella, Benetton-Renault
11. Nick Heidfeld, Sauber-Petronas
12. Tomáš Enge, Prost-Acer
13. Fernando Alonso, Minardi-European

### Förare som bröt loppet
- Enrique Bernoldi, Arrows-Asiatech (varv 46, vevaxel)
- Alex Yoong, Minardi-European (44, snurrade av)
- Heinz-Harald Frentzen, Prost-Acer (28, växellåda)
- Jos Verstappen, Arrows-Asiatech (25, bränsletryck)
- Mika Häkkinen, McLaren-Mercedes (19, växellåda)
- Eddie Irvine, Jaguar-Cosworth (14, motor)
- David Coulthard, McLaren-Mercedes (6, motor)
- Jenson Button, Benetton-Renault (4, motor)
- Jarno Trulli, Jordan-Honda (0, kollision)